# Abbaye de Gröningen
 (juillet 2024).
 (juillet 2024).
L'abbaye de Gröningen est une ancienne abbaye bénédictine sur le territoire de Gröningen, dans le Land de Saxe-Anhalt. Le monastère a été fondé en 936 par les religieux de l'abbaye de Corvey, et il a duré jusqu'à sa dissolution au temps de la Réforme en 1550.

## Histoire
À l'époque de sa fondation à la fin du haut Moyen Âge, les domaines saxons le long de la rivière Bode appartenaient au diocèse de Halberstadt ; la fondation du monastère s'est fait à l'initiative du comte Siegfried de Mersebourg et de son épouse Guthia (Jutta). L'église abbatiale de Saint-Guy, dressée sur une petite colline, est consacrée en 940 par l'abbé Volkmar de Corvey.

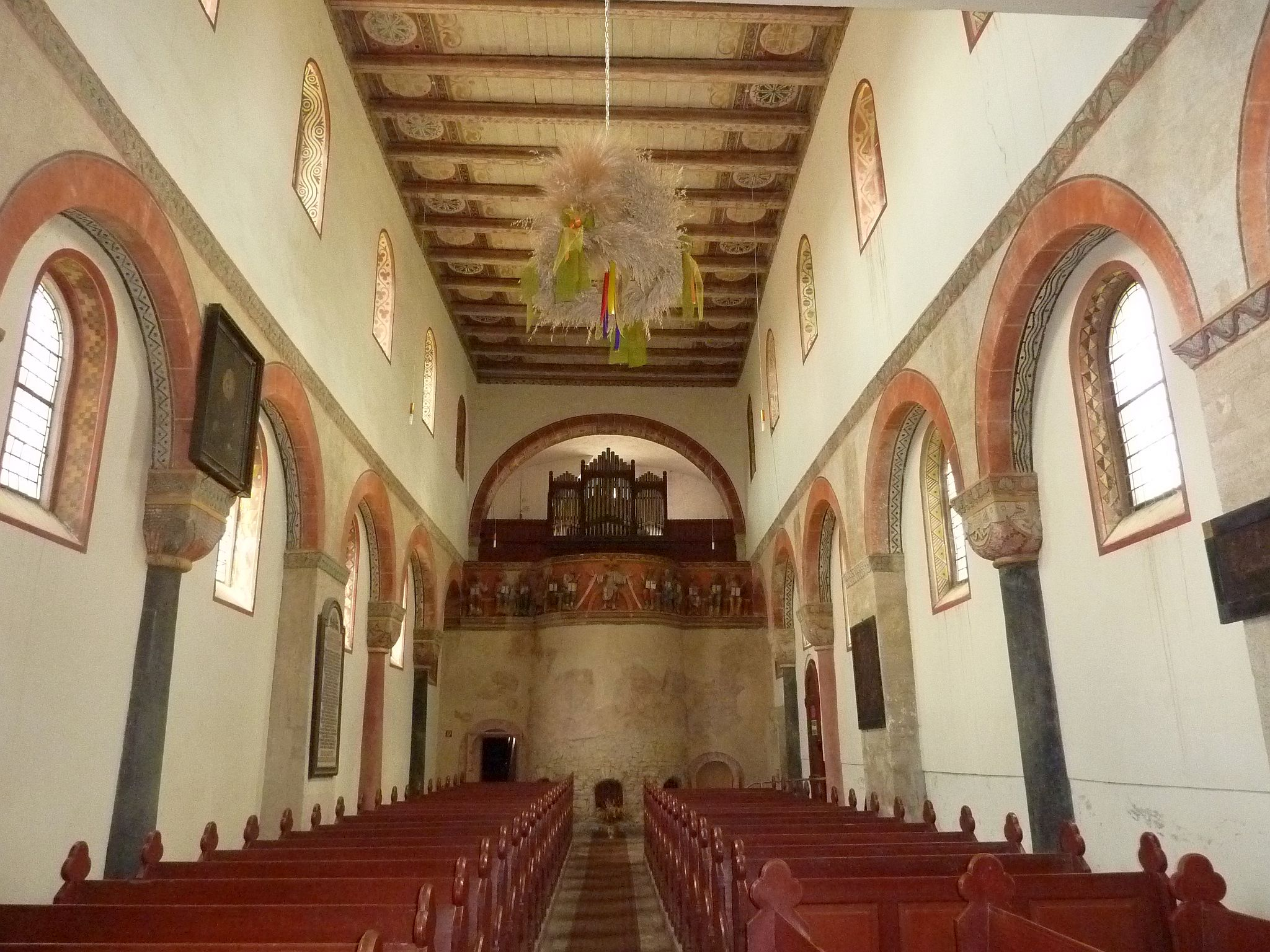
L'intérieur de l'église.

Au début du XIIe siècle, l'actuelle église est construite en tant que basilique à trois nefs à l'image de celle de Hirsau, en particulier la tour centrale octogonale et une galerie décorée de reliefs figuratifs en stuc ; dans l'église se trouvent maintenant des répliques, les originaux de 1170 faisant partie des collections du musée de Bode à Berlin. Elle comprend également des fonts baptismaux de style roman, plusieurs tableaux dans la voûte de la chapelle, ainsi qu'un tympan sculpté du XIIIe siècle.
Après la dissolution du monastère et la sécularisation de l'évêché de Halberstadt, l'ensemble conventuel et son collégiale furent laissés à l'abandon. Depuis la Réforme l'église abbatiale dessert la paroisse luthérienne de Kloster Gröningen, qui appartient aujourd'hui à l'Église protestante en Allemagne centrale.